# Mesorhoea sexspinosa
Mesorhoea sexspinosa är en kräftdjursart som beskrevs av William Stimpson 1871. Mesorhoea sexspinosa ingår i släktet Mesorhoea och familjen Parthenopidae. Inga underarter finns listade i Catalogue of Life.